# Lingua ligure antica

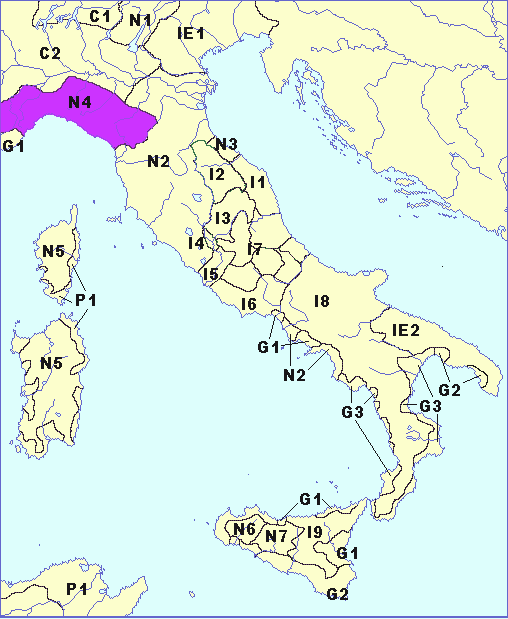
Evidenziata in violetto la zona di diffusione della lingua ligure in Italia.

Il ligure antico fu una lingua parlata in epoca pre-romana e romana dai Liguri, un antico popolo dell'Italia nord-occidentale e della Francia sud-orientale (Alpi Marittime), territorio nella zona geografica ligure. 
Molto poco si conosce del ligure antico, che non si sa con certezza se considerare pre-indoeuropeo o indoeuropeo. Il problema è strettamente correlato alla carenza di documentazione e alla mancanza di iscrizioni, e all'altrettanto misteriosa origine dell'antico popolo ligure. Le ipotesi linguistiche sono basate prevalentemente su toponimi e nomi di persona. 
Dai riferimenti di Seneca e di Plinio il Vecchio sappiamo che la lingua dei Liguri si continuava a parlare ancora nel I secolo d.C..
Si ritiene che tra le poche radici liguri vi siano i tipici suffissi "-asca" o "-asco", che sono una desinenza usata per indicare un villaggio. Esempio: il toponimo "Grugliasco", dall'antico Curliascum, prende probabilmente il nome (Currelius o Correlius) del colono che fondò l'insediamento nel territorio dei Taurini, all'epoca della colonizzazione romana (I sec. a.C.). Moltissime altre città prendono la desinenza nei territori tradizionalmente occupati dai liguri (Buriasco, Piossasco).
Anche il prefisso "mara-" o "maro-" è sicuramente preromano, di area ligure-celtica, tanti toponimi sulle Alpi, nella Liguria di Ponente e di Levante. Luogo sassoso, ma anche pieno d'acqua. Mar(r)a a Ventimiglia, Mara Longa a Lerici, Marola alla Spezia.
Un'altra radice legata ai toponimi è il prefisso "alb-", che indicherebbe "capitale federale della tribù", esempio: Album Intemelium (Ventimiglia) capitale degli Intemeli, Album Ingaunum (Albenga) capitale degli Ingauni, Album Pompeia (Alba in Piemonte) capitale degli Epanteri.
Infine, alcuni studiosi ritengono che la discussa radice "alp-", da cui deriverebbe il nome delle Alpi, sia di origine ligure, con il significato di "pascoli/prati di montagna".

Sempre più probabile che i Liguri parlassero una lingua non indoeuropea e fossero indigeni nel nord Italia. Mappa dell'antica Liguria, tra i fiumi Po, Varo e Magra.

## Ipotesi non-indoeuropea e pre-indoeuropea
La maggior parte dei linguisti considerano l'antico ligure una lingua pre-indoeuropea e paleoeuropea, con significative influenze indoeuropee, soprattutto celtiche (gallico) e italiche (latino), sovrappostesi alla lingua originaria.
La tesi di fondo è che i Liguri fossero dei superstiti delle antichissime popolazioni pre-indoeuropee che avevano occupato l'Europa, almeno dal V millennio a.C. Queste popolazioni avrebbero avuto un loro ceppo linguistico, che avrebbero conservato fino al sopraggiungere delle ondate migratorie indoeuropee. In seguito, questi ultimi avrebbero conquistato i territori, imponendo la loro cultura e la loro lingua.
Le poche popolazioni che erano riuscite a creare enclave etniche avrebbero mantenuto il substrato dell'antica lingua; anche se, con il passar dei secoli, termini stranieri hanno finito per impregnarne la lingua. L'antico ligure, come il basco e il protosardo, rappresenterebbe i resti dell'antico ceppo linguistico. Tracce dei Liguri si riscontrano anche in Veneto (Euganei), Alpi piemontesi, area del Lago Lemano, Toscana (Apuani, Casentini, Maugelli, Ilviates e gli Ambroni che trasmetteranno il loro nome agli italici Umbri), Lazio, Corsica, Gallura, Sicilia Occidentale, Provenza, Linguadoca e in varie località della penisola iberica (sebbene si ipotizzi che i Greci qui con il termine Liguri si vogliano riferire semplicemente agli indigeni delle paludose coste dell'Occidente).
Delle prove indirette relative all'identificazione di una cultura ligure sono i ritrovamenti archeologici megalitici (che li rende esponenti della cultura megalitica dell'estremo occidente europeo) e l'esame genetico delle popolazioni italiane (che evidenzia nell'area dei Liguri una variabilità genetica particolare).
Un'altra testimonianza della diversità culturale tra celti e liguri ci arriva dall'antico geografo greco Strabone (I sec. a.C.), il quale sosteneva: «In quanto alle Alpi... molti popoli (éthnê) occupano queste montagne, tutti celti (Keltikà) tranne i Liguri; ma sebbene questi Liguri appartengano a un popolo differente (hetero-ethneis), essi sono simili ai Celti nel loro modo di vivere (bíois).»
Francisco Villar scrive che in epoca romana la Liguria presenta per lo meno cinque strati ben identificati: latino, gallico, lepontico, antico europeo e pre-indoeuropeo.
Paul-Louis Rousset, analizzando i toponimi dell'area alpina, suggerisce che molte radici, ritenute celtiche o galliche, siano in realtà radici di origine pre-indoeuropea (es. -bal, -lap o -pen).

## Ipotesi indoeuropea
In opposizione della tesi precedente, alcuni linguisti sostengono che l'antico ligure sarebbe stato un'antica variante della lingua proto-indoeuropea, per cui imparentato col gallico.
Xavier Delamarre sostiene che il ligure sia una lingua celtica, simile ma non identica al gallico. La sua argomentazione verte su due punti: primo, il toponimo ligure Genua (odierna Genova, situata vicino alla foce di un fiume), sostiene Delamarre, deriva dal PIE *genu-, "mascella". Molte lingue indoeuropee usano il termine 'bocca' per indicare la foce di un fiume, ma solo in goidelico il PIE *genu- significa 'bocca'. Oltre a Genua, che è considerata ligure (Delamarre 2003, p. 177), questo termine si trova anche in Genava (moderna Ginevra), che potrebbe essere gallica. Comunque, Genua e Genava potrebbero derivare da un'altra radice PIE con la forma *genu-, che significa "ginocchio" (così in Pokorny, IEW ).
Il secondo punto di Delamarre si basa sulla menzione che Plutarco fa (nella Vita di Mario 10, 5-6) di un fatto avvenuto durante la battaglia di Aquae Sextiae nel 102 a.C., quando gli Ambroni iniziarono ad urlare "Ambrones!" come loro grido di battaglia; le truppe liguri alleate dei Romani, a sentire questo grido, trovarono che era identico a un antico nome del loro paese che i Liguri spesso usavano parlando della loro discendenza (outôs kata genos onomazousi Ligues), così gridarono a loro volta, "Ambrones!".
Delamarre evidenzia un rischio di logica circolare: se si crede che i Liguri siano non-celtici, e se molti toponimi e nomi tribali che molti autori classici sostengono essere liguri sembrano essere celtici, non è corretto scartare tutti quelli celtici quando si raccolgono i termini liguri e usare questo corpus pubblicato per dimostrare che il ligure è non-celtico o non-indoeuropeo.
Erodoto (5.9) scrive che Sigynnai significa 'venditori ambulanti' tra i Liguri che vivevano intorno a Massalia (odierna Marsiglia), parola che ricorda quella dei Sequani, popolazione celto-gallica che all'epoca di Cesare era situata nella Franca Contea e nella Borgogna, 450 km a nord di Marsiglia. Inoltre Erodoto ricorda un popolo dei Sigynnai, stanziato lungo il Danubio.
Antonio Sciarretta, analizzando la toponomastica italiana, ha ipotizzato che l'antico ligure fosse una lingua appartenuta ad una popolazione della ondata indoeuropea più antica, poi schiacciata dall'arrivo di successive ondate migratorie più consistenti (quelle che formeranno le etnie italiche).
La questione celto-ligure è discussa anche da Barruol (1999).
Secondo l'indoeuropeista Villar i Liguri sono effettivamente una "gens antiqua" come diceva Tito Livio, ma indoeuropea, del primo popolamento e con numerosi elementi di sostrato pre-indeuropeo rimasti vivi nella loro lingua, vivevano in tutte le coste dalla zona di Pisa (foci dell'Arno) alla foce dell'Ebro con molte isole linguistiche all'interno della Spagna, della Francia e dell'Italia, (e forse anche della Sicilia, della Corsica e del nord della Sardegna) in seguito occupate dai Celti e da altre popolazioni indoeuropee successive che agirono come sostrato linguistico modificando il ligure originario in modo divergente. Anche se va ridimensionato o negato il concetto di super-ligure proposto da D'Arbois de Jubanville come corrispondente occidentale del pan-illirismo dell'Europa sud-orientale.
Alcune isoglosse liguri sono asia (segale), bodinco- (profondo), sigyna (mercante/ambulante), e forse leberis (coniglio), raucielo- (pino, forse pino marittimo), saliunca (nardo), balaro (disertore), damma (cervo), ginnus (mulo), tutti di tipo indeuropeo, inoltre lapid (pietra), pala (lapide) e cararia (cava) che sarebbero però termini liguri come prestito linguistico del sostrato pre indeuropeo (con qualche dubbio per pala, che ha attinenza a termini religiosi indiani e indoeuropei relativi al fiume che le anime attraversano dopo la morte). Comunque, pur propendendo per l'indoeuropeità del ligure (ma molto antico), Villar non esclude che sia una lingua pre-indoeuropea, magari fortemente condizionata da lingue indoeuropee con cui era venuto in contatto.
Recentemente (2016) Adolfo Zavaroni, che in precedenza aveva pubblicato vari studi sull'ingente mole di iscrizioni rupestri incise dai Ligures Friniates del Frignano e dell'Appennino tosco-emiliano,  ha rivolto la sua attenzione alle iscrizioni rupestri della Liguria che egli ritiene siano anche più numerose. Come anticipazione degli studi in corso ha pubblicato su www.academia.edu due articoli: a) "Lingua, scrittura, divinità e arte rupestre degli antichi Ligures: l'iscrizione di Beverino (La Spezia)"; b) "La lingua degli antichi Liguri: iscrizioni e figure sacre su due rocce di Campocatino (Alpi Apuane)". Nei suoi precedenti studi Zavaroni era incline a considerare i Friniates una popolazione che aveva una propria lingua (indoeuropea, affine alle lingue italiche) e una propria scrittura e dubitava che essi fossero Liguri nonostante Tito Livio li avesse chiamati Ligures Friniates o semplicemente Ligures. Tale scetticismo era dovuto al fatto che i Friniates chiamavano se stessi Ombros, Umbros e al fatto che la letteratura glottologica riguardante l'antica lingua dei Liguri lo aveva indotto a credere non solo che non si conosceva nulla di probante sulla sua tipologia ed origine, ma anche che la scrittura fosse poco o per nulla diffusa nell'attuale territorio ligure, dove parevano documentate soltanto incisioni rupestri senza iscrizioni e rare iscrizioni etrusche (non rupestri). 
Nel 2015, però, dopo la scoperta di scritte su una pietra altare e su un cippo nell'alto Appennino reggiano (rispettivamente Busana e Passo dell'Ospitalaccio poco lontano dal Passo del Cerreto), Zavaroni iniziò ad esplorare alcuni siti liguri, scoprendo iscrizioni nel medesimo sistema grafico (improntato ad un frequentissimo uso di legature) e nella stessa lingua dei Friniates. Quindi la lingua dei Liguri che abitavano nell'attuale Liguria sarebbe la stessa dei Liguri dell'Appennino tosco-emiliano (almeno fino all'attuale provincia di Bologna e alle Apuane). Tale lingua era indoeuropea. Secondo Adolfo Zavaroni, la comparazione con le lingue italiche, le celtiche e le germaniche (rari sono i lessemi praticamente identici a lessemi etruschi) porterebbe ad una interpretazione pressoché sicura di tutti i numerosissimi termini e dei tanti appellativi divini contenuti nelle iscrizioni.